# Александър Диланас
Александър (на гръцки: Αλέξανδρος, Алѐксандрос) е гръцки духовник, митрополит на Вселенската патриаршия.

## Биография
Роден е с фамилията Диланас (Δηλανάς) в Маврокамбос на Самос в 1878 година. Учи в Семинарията на Халки. След завършването на обучението си в Богословския факултет на Атинския университет, в 1903 година е ръкоположен за дякон и на следващата година е назначен за директор на училището Патмиада. През 1905 г. е ръкоположен за дякон и свещеник и става епитроп в Адрамитио и Кидониес в Ефеската митрополия. На 18 юли 1910 година в Корделио е ръкоположен за епископ на Мирина, викарен епископ на Ефеската митрополия. Ръкополагането му е извършено от митрополит Йоаким Ефески в съслужение с митрополит Теоклит Кринийски и епискот Антим Анейски. На 21 февруари 1917 година става анейски епископ. Действията му предизвикват гнева на властите, които на два пъти го заточват. От 19 февруари 1922 до 9 октомври 1924 година е пергамски и адрамитски митрополит. От 1924 г. до 1941 е зъхненски митрополит, а през 1943 г. избран за митрополит на Бер и Негуш. Владичеството му е свързано с големи събития като пристигането на иконата на Богородица Сумела (1951) и основаването на нова митрополитска сграда. Умира в 1958 г.